# 日本のアニメ映画作品一覧 (な行)
- 映画 > 映画の一覧 > 日本の映画作品一覧 > 日本のアニメ映画作品一覧 > 日本のアニメ映画作品一覧 (な行)
- アニメ > アニメーション映画 > 日本のアニメ映画作品一覧 > 日本のアニメ映画作品一覧 (な行)
- アニメ > アニメ作品一覧 > 日本のアニメ映画作品一覧 > 日本のアニメ映画作品一覧 (な行)

日本のアニメ映画作品一覧 (な行)では、日本で制作されたアニメ映画の作品名における五十音順“な行”の一覧を記載。
記載の凡例については日本のアニメ映画作品一覧#凡例を参照
| あ行 | か行 | さ行 | た行 | な行 | は行 | ま行 | や行 | ら行 | わ行 |
| ---- | ---- | ---- | ---- | ---- | ---- | ---- | ---- | ---- | ---- |
| あ   | か   | さ   | た   | な   | は   | ま   | や   | ら   | わ   |
| い   | き   | し   | ち   | に   | ひ   | み   |      | り   | ゐ   |
| う   | く   | す   | つ   | ぬ   | ふ   | む   | ゆ   | る   |      |
| え   | け   | せ   | て   | ね   | へ   | め   |      | れ   | ゑ   |
| お   | こ   | そ   | と   | の   | ほ   | も   | よ   | ろ   | を   |

| その他 目次 | アニメ+実写・未公開/合作 |

| 1910年代-1950年代 | 1910年代・1920年代・1930年代・1940年代・1950年代           |
| 1960年代          | 1960・1961・1962・1963・1964・1965・1966・1967・1968・1969 |
| 1970年代          | 1970・1971・1972・1973・1974・1975・1976・1977・1978・1979 |
| 1980年代          | 1980・1981・1982・1983・1984・1985・1986・1987・1988・1989 |
| 1990年代          | 1990・1991・1992・1993・1994・1995・1996・1997・1998・1999 |
| 2000年代          | 2000・2001・2002・2003・2004・2005・2006・2007・2008・2009 |
| 2010年代          | 2010・2011・2012・2013・2014・2015・2016・2017・2018・2019 |
| 2020年代          | 2020・2021・2022・2023・2024・2025・2026・2027・2028・2029 |

| 目次 | • 脚注• 注釈• 出典• 参考リンク |

## な
| 作品名                                                               | 公開年月日                | 上映時間 | 監督               | 制作               |
| -------------------------------------------------------------------- | ------------------------- | -------- | ------------------ | ------------------ |
| ナイン                                                               | 1983年（昭和58年）9月16日 | 71分     | 杉井ギサブロー     | グループ・タック   |
| 長靴をはいた猫                                                       | 1969年（昭和44年）3月18日 | 80分     | 矢吹公郎（演出）   | 東映動画           |
| ながぐつ三銃士                                                       | 1972年（昭和47年）3月18日 | 53分     | 勝間田具治（演出） | 東映動画           |
| 長靴をはいた猫 80日間世界一周                                        | 1976年（昭和51年）3月20日 | 69分     | 設楽博（演出）     | 東映動画           |
| NAGASAKI 1945 アンゼラスの鐘                                         | 2005年（平成17年）9月9日  | 80分     | 有原誠治           | 虫プロダクション   |
| 茄子 アンダルシアの夏                                                | 2003年（平成15年）7月26日 | 46分     | 高坂希太郎         | マッドハウス       |
| なぜ生きる −蓮如上人と吉崎炎上−                                      | 2016年（平成28年）5月21日 | 84分     | 大庭秀昭           | スタジオディーン   |
| 夏への扉                                                             | 1981年（昭和56年）3月20日 | 60分     | 真崎守（演出）     | 東映動画           |
| 劇場版 夏目友人帳 うつせみに結ぶ                                     | 2018年（平成30年）9月29日 | 104分    | 大森貴弘（総監督） | 朱夏               |
| 劇場版 七つの大罪 天空の囚われ人                                     | 2018年（平成30年）8月18日 | 99分     | 阿部記之（総監督） | A-1 Pictures       |
| 劇場版 NARUTO-ナルト- 大活劇!雪姫忍法帖だってばよ!!                  | 2004年（平成16年）8月21日 | 83分     | 岡村天斎           | ぴえろ             |
| 劇場版 NARUTO-ナルト- 木ノ葉の里の大うん動会                         | 2004年（平成16年）8月21日 | 11分     | 伊達勇登           | ぴえろ             |
| 劇場版 NARUTO-ナルト- 大激突!幻の地底遺跡だってばよ                  | 2005年（平成17年）8月6日  | 96分     | 川崎博嗣           | studioぴえろ       |
| 劇場版 NARUTO-ナルト- 大興奮!みかづき島のアニマル騒動だってばよ      | 2006年（平成18年）8月5日  | 95分     | 都留稔幸           | studioぴえろ       |
| 劇場版 NARUTO-ナルト- 疾風伝                                         | 2007年（平成19年）8月4日  | 97分     | 亀垣一             | studioぴえろ       |
| 劇場版 NARUTO-ナルト- 疾風伝 絆                                      | 2008年（平成20年）8月2日  | 93分     | 亀垣一             | studioぴえろ       |
| 劇場版 NARUTO-ナルト- 疾風伝 火の意志を継ぐ者                        | 2009年（平成21年）8月1日  | 95分     | むらた雅彦         | studioぴえろ       |
| 劇場版 NARUTO-ナルト- 疾風伝 ザ・ロストタワー                        | 2010年（平成22年）7月31日 | 85分     | むらた雅彦         | studioぴえろ       |
| 劇場版 NARUTO-ナルト- そよ風伝 ナルトと魔神と3つのお願いだってばよ!! | 2010年（平成22年）7月31日 | 14分     | 池端隆史           | studioぴえろ       |
| 劇場版 NARUTO-ナルト- ブラッド・プリズン                             | 2011年（平成23年）7月30日 | 94分     | むらた雅彦         | studioぴえろ       |
| 難船ス物語 第壱篇 猿ヶ嶋                                             | 1930年（昭和5年）         | 24分     | 政岡憲三           | 日活太秦漫画映画部 |
| 難船ス物語 第二篇 海賊船                                             | 1931年（昭和6年）         | （不明） | 政岡憲三           | 日活太秦漫画映画部 |
| ←と                                                                  | ↑目次                     | に→      | に→                | に→                |

## に
| 作品名                                                 | 公開年月日                 | 上映時間 | 監督                 | 制作                  |
| ------------------------------------------------------ | -------------------------- | -------- | -------------------- | --------------------- |
| 虹色ほたる 〜永遠の夏休み〜                            | 2012年（平成24年）5月19日  | 105分    | 宇田鋼之介           | 東映アニメーション    |
| 21エモン 宇宙へいらっしゃい!                           | 1981年（昭和56年）8月1日   | 92分     | 芝山努               | シンエイ動画          |
| 21エモン 宇宙いけ! 裸足のプリンセス                    | 1992年（平成4年）3月7日    | 39分     | 本郷みつる           | シンエイ動画          |
| 2112年 ドラえもん誕生                                  | 1995年（平成7年）3月4日    | 30分     | 米谷良知             | シンエイ動画          |
| NITABOH 仁太坊-津軽三味線始祖外聞                      | 2004年（平成16年）2月21日  | 100分    | 西澤昭男             | ワオワールド          |
| NINKU -忍空-                                           | 1995年（平成7年）7月15日   | 29分     | 阿部記之             | スタジオぴえろ        |
| 人間失格                                               | 2009年（平成21年）12月12日 | 89分     | 浅香守生             | マッドハウス          |
| ニンジャバットマン                                     | 2018年（平成30年）6月15日  | 85分     | 水崎淳平             | 神風動画、YAMATOWORKS |
| 忍者ハットリくん ニンニン忍法絵日記の巻                | 1982年（昭和57年）3月13日  | 31分     | 笹川ひろし（総監督） | シンエイ動画          |
| 忍者ハットリくん ニンニンふるさと大作戦の巻            | 1983年（昭和58年）3月12日  | 53分     | 笹川ひろし（総監督） | シンエイ動画          |
| 忍者ハットリくん+パーマン 超能力ウォーズ               | 1984年（昭和59年）3月17日  | 52分     | 笹川ひろし（総監督） | シンエイ動画          |
| 忍者ハットリくん+パーマン 忍者怪獣ジッポウVSミラクル卵 | 1985年（昭和60年）3月16日  | 52分     | 笹川ひろし（総監督） | シンエイ動画          |
| 映画 忍たま乱太郎                                      | 1996年（平成8年）6月29日   | 47分     | 芝山努（総監督）     | 亜細亜堂              |
| 劇場版アニメ 忍たま乱太郎 忍術学園 全員出動!の段       | 2011年（平成23年）3月12日  | 79分     | 藤森雅也             | 亜細亜堂              |
| 忍風カムイ外伝 月日貝の巻                              | 1971年（昭和46年）3月20日  | 88分     | 近藤啓祐（演出）     | TCJ動画センター       |
| ←な                                                    | ↑目次                      | ね→      | ね→                  | ね→                   |

## ぬ
該当作品なし。 

## ね
| 作品名                                    | 公開年月日                 | 上映時間 | 監督                               | 制作           |
| ----------------------------------------- | -------------------------- | -------- | ---------------------------------- | -------------- |
| 猫と鼠                                    | 1917年（大正6年）7月4日    | （不明） | 北山清太郎                         | 日活向島撮影所 |
| 猫の恩返し                                | 2002年（平成14年）7月20日  | 75分     | 森田宏幸                           | スタジオジブリ |
| ねずみのよめいり                          | 1979年（昭和54年）7月29日  | 13分     | 白川大作（演出）、月岡貞夫（演出） | 東映動画       |
| ねずみ物語 〜ジョージとジェラルドの冒険〜 | 2007年（平成19年）12月22日 | 53分     | 波多正美                           | マッドハウス   |
| ねむれ思い子 空のしとねに                 | 2016年（平成28年）8月6日   | 50分     | 栗栖直也                           | Hand to Mouse. |
| ねらわれた学園                            | 2012年（平成24年）11月10日 | 106分    | 中村亮介                           | サンライズ     |
| ←に                                       | ↑目次                      | の→      | の→                                | の→            |

## の
| 作品名                             | 公開年月日                | 上映時間 | 監督           | 制作               |
| ---------------------------------- | ------------------------- | -------- | -------------- | ------------------ |
| ノエルの不思議な冒険               | 1983年（昭和58年）4月29日 | 70分     | 前田庸生       | グループ・タック   |
| ノーゲーム・ノーライフ ゼロ        | 2017年（平成29年）7月15日 | 106分    | いしづかあつこ | MADHOUSE           |
| のび太の結婚前夜                   | 1999年（平成11年）3月6日  | 26分     | 渡辺歩         | シンエイ動画       |
| のらくろ二等兵 教練の卷            | 1933年（昭和8年）6月      | （不明） | 村田安司       | 横浜シネマ商会     |
| のらくろ伍長                       | 1934年（昭和9年）         | 11分     | 村田安司       | 横浜シネマ商会     |
| のらくろ一等兵                     | 1935年（昭和10年）        | （不明） | 瀬尾光世       | 瀬尾発声漫画研究所 |
| のらくろ二等兵                     | 1935年（昭和10年）        | （不明） | 瀬尾光世       | 瀬尾発声漫画研究所 |
| のらくろ虎退治                     | 1938年（昭和13年）        | 10分     | 瀬尾光世       |                    |
| ノラゲキ!                          | 2011年（平成23年）1月22日 | 40分     | 安藤裕章       | サンライズ         |
| ノンキナトウサン 竜宮参り          | 1925年（大正14年）        | 10分     | 木村白山       | 鈴木映画           |
| 劇場版 のんのんびより ばけーしょん | 2018年（平成30年）8月25日 | 71分     | 川面真也       | SILVER LINK.       |
| ←ね                                | ↑目次                     | は→      | は→            | は→                |